# Задача-блок
Задача-блок (англ. block) — задача с начальной позицией, в которой у белых готов ответ на любой ход чёрных. Различают несколько форм блоков (главным образом в двухходовке):

а) неполный (англ. incomplete block) — мат готов на любой ход, кроме одного (неполный цугцванг для чёрных); при этом вступительный ход белых подготавливает ответ и на этот ход;

б) с выжидательным 1-м ходом (полный цугцванг) (англ. waiter) — все заготовленные маты остаются без изменения;

в) с добавлением игры — добавляются новые варианты, помимо имеющихся в начальной позиции;

г) с переменой матов на некоторые или на все ходы чёрных (англ. mutate) — наиболее распространённая форма, см.  
примеры №1, №2;

д) с переходом от цугцванга к угрозе в решении (англ. block — threat) — случаи г) и д) часто ассоциируются с задачами на тему перемены игры;

е) с продолженной игрой (продолженные задачи) — первоначально задание выполняется в исходной позиции, затем после 1-го хода белых в решении первой задачи возникает новая позиция с аналогичным заданием и так далее; в случае, когда в новой позиции решает возвращение к начальной позиции прежней задачи, говорят о «вечном движении» («перпетуум мобиле») или о задаче-блоке «маятникового типа» («маятнике»), см. пример №2;

ж) псевдодвухходовка, псевдотрёхходовка и т. д. (англ. pseudo-twomover, pseudo-threemover etc.) — в начальной позиции без вступительного хода задание выполняется в 2 хода (3 или более), однако после вступления для решения требуется большее число ходов, см. пример №3.

## Примеры
|   | a | b | c | d | e | f | g | h |   |
| - | --- | --- | --- | --- | --- | --- | --- | --- | - |
| 8 | a7 белый слон · g7 белый ферзь · c6 белая пешка · e6 белая пешка · h6 чёрная пешка · a5 чёрная пешка · b5 белый конь · d5 чёрный король · g5 чёрный конь · h5 белая ладья · a4 белая пешка · d4 чёрная пешка · g4 белая пешка · b3 чёрная пешка · c3 чёрный слон · d3 белый конь · b2 белая пешка · e2 белый король · c1 белая ладья | a7 белый слон · g7 белый ферзь · c6 белая пешка · e6 белая пешка · h6 чёрная пешка · a5 чёрная пешка · b5 белый конь · d5 чёрный король · g5 чёрный конь · h5 белая ладья · a4 белая пешка · d4 чёрная пешка · g4 белая пешка · b3 чёрная пешка · c3 чёрный слон · d3 белый конь · b2 белая пешка · e2 белый король · c1 белая ладья | a7 белый слон · g7 белый ферзь · c6 белая пешка · e6 белая пешка · h6 чёрная пешка · a5 чёрная пешка · b5 белый конь · d5 чёрный король · g5 чёрный конь · h5 белая ладья · a4 белая пешка · d4 чёрная пешка · g4 белая пешка · b3 чёрная пешка · c3 чёрный слон · d3 белый конь · b2 белая пешка · e2 белый король · c1 белая ладья | a7 белый слон · g7 белый ферзь · c6 белая пешка · e6 белая пешка · h6 чёрная пешка · a5 чёрная пешка · b5 белый конь · d5 чёрный король · g5 чёрный конь · h5 белая ладья · a4 белая пешка · d4 чёрная пешка · g4 белая пешка · b3 чёрная пешка · c3 чёрный слон · d3 белый конь · b2 белая пешка · e2 белый король · c1 белая ладья | a7 белый слон · g7 белый ферзь · c6 белая пешка · e6 белая пешка · h6 чёрная пешка · a5 чёрная пешка · b5 белый конь · d5 чёрный король · g5 чёрный конь · h5 белая ладья · a4 белая пешка · d4 чёрная пешка · g4 белая пешка · b3 чёрная пешка · c3 чёрный слон · d3 белый конь · b2 белая пешка · e2 белый король · c1 белая ладья | a7 белый слон · g7 белый ферзь · c6 белая пешка · e6 белая пешка · h6 чёрная пешка · a5 чёрная пешка · b5 белый конь · d5 чёрный король · g5 чёрный конь · h5 белая ладья · a4 белая пешка · d4 чёрная пешка · g4 белая пешка · b3 чёрная пешка · c3 чёрный слон · d3 белый конь · b2 белая пешка · e2 белый король · c1 белая ладья | a7 белый слон · g7 белый ферзь · c6 белая пешка · e6 белая пешка · h6 чёрная пешка · a5 чёрная пешка · b5 белый конь · d5 чёрный король · g5 чёрный конь · h5 белая ладья · a4 белая пешка · d4 чёрная пешка · g4 белая пешка · b3 чёрная пешка · c3 чёрный слон · d3 белый конь · b2 белая пешка · e2 белый король · c1 белая ладья | a7 белый слон · g7 белый ферзь · c6 белая пешка · e6 белая пешка · h6 чёрная пешка · a5 чёрная пешка · b5 белый конь · d5 чёрный король · g5 чёрный конь · h5 белая ладья · a4 белая пешка · d4 чёрная пешка · g4 белая пешка · b3 чёрная пешка · c3 чёрный слон · d3 белый конь · b2 белая пешка · e2 белый король · c1 белая ладья | 8 |
| 7 | a7 белый слон · g7 белый ферзь · c6 белая пешка · e6 белая пешка · h6 чёрная пешка · a5 чёрная пешка · b5 белый конь · d5 чёрный король · g5 чёрный конь · h5 белая ладья · a4 белая пешка · d4 чёрная пешка · g4 белая пешка · b3 чёрная пешка · c3 чёрный слон · d3 белый конь · b2 белая пешка · e2 белый король · c1 белая ладья | a7 белый слон · g7 белый ферзь · c6 белая пешка · e6 белая пешка · h6 чёрная пешка · a5 чёрная пешка · b5 белый конь · d5 чёрный король · g5 чёрный конь · h5 белая ладья · a4 белая пешка · d4 чёрная пешка · g4 белая пешка · b3 чёрная пешка · c3 чёрный слон · d3 белый конь · b2 белая пешка · e2 белый король · c1 белая ладья | a7 белый слон · g7 белый ферзь · c6 белая пешка · e6 белая пешка · h6 чёрная пешка · a5 чёрная пешка · b5 белый конь · d5 чёрный король · g5 чёрный конь · h5 белая ладья · a4 белая пешка · d4 чёрная пешка · g4 белая пешка · b3 чёрная пешка · c3 чёрный слон · d3 белый конь · b2 белая пешка · e2 белый король · c1 белая ладья | a7 белый слон · g7 белый ферзь · c6 белая пешка · e6 белая пешка · h6 чёрная пешка · a5 чёрная пешка · b5 белый конь · d5 чёрный король · g5 чёрный конь · h5 белая ладья · a4 белая пешка · d4 чёрная пешка · g4 белая пешка · b3 чёрная пешка · c3 чёрный слон · d3 белый конь · b2 белая пешка · e2 белый король · c1 белая ладья | a7 белый слон · g7 белый ферзь · c6 белая пешка · e6 белая пешка · h6 чёрная пешка · a5 чёрная пешка · b5 белый конь · d5 чёрный король · g5 чёрный конь · h5 белая ладья · a4 белая пешка · d4 чёрная пешка · g4 белая пешка · b3 чёрная пешка · c3 чёрный слон · d3 белый конь · b2 белая пешка · e2 белый король · c1 белая ладья | a7 белый слон · g7 белый ферзь · c6 белая пешка · e6 белая пешка · h6 чёрная пешка · a5 чёрная пешка · b5 белый конь · d5 чёрный король · g5 чёрный конь · h5 белая ладья · a4 белая пешка · d4 чёрная пешка · g4 белая пешка · b3 чёрная пешка · c3 чёрный слон · d3 белый конь · b2 белая пешка · e2 белый король · c1 белая ладья | a7 белый слон · g7 белый ферзь · c6 белая пешка · e6 белая пешка · h6 чёрная пешка · a5 чёрная пешка · b5 белый конь · d5 чёрный король · g5 чёрный конь · h5 белая ладья · a4 белая пешка · d4 чёрная пешка · g4 белая пешка · b3 чёрная пешка · c3 чёрный слон · d3 белый конь · b2 белая пешка · e2 белый король · c1 белая ладья | a7 белый слон · g7 белый ферзь · c6 белая пешка · e6 белая пешка · h6 чёрная пешка · a5 чёрная пешка · b5 белый конь · d5 чёрный король · g5 чёрный конь · h5 белая ладья · a4 белая пешка · d4 чёрная пешка · g4 белая пешка · b3 чёрная пешка · c3 чёрный слон · d3 белый конь · b2 белая пешка · e2 белый король · c1 белая ладья | 7 |
| 6 | a7 белый слон · g7 белый ферзь · c6 белая пешка · e6 белая пешка · h6 чёрная пешка · a5 чёрная пешка · b5 белый конь · d5 чёрный король · g5 чёрный конь · h5 белая ладья · a4 белая пешка · d4 чёрная пешка · g4 белая пешка · b3 чёрная пешка · c3 чёрный слон · d3 белый конь · b2 белая пешка · e2 белый король · c1 белая ладья | a7 белый слон · g7 белый ферзь · c6 белая пешка · e6 белая пешка · h6 чёрная пешка · a5 чёрная пешка · b5 белый конь · d5 чёрный король · g5 чёрный конь · h5 белая ладья · a4 белая пешка · d4 чёрная пешка · g4 белая пешка · b3 чёрная пешка · c3 чёрный слон · d3 белый конь · b2 белая пешка · e2 белый король · c1 белая ладья | a7 белый слон · g7 белый ферзь · c6 белая пешка · e6 белая пешка · h6 чёрная пешка · a5 чёрная пешка · b5 белый конь · d5 чёрный король · g5 чёрный конь · h5 белая ладья · a4 белая пешка · d4 чёрная пешка · g4 белая пешка · b3 чёрная пешка · c3 чёрный слон · d3 белый конь · b2 белая пешка · e2 белый король · c1 белая ладья | a7 белый слон · g7 белый ферзь · c6 белая пешка · e6 белая пешка · h6 чёрная пешка · a5 чёрная пешка · b5 белый конь · d5 чёрный король · g5 чёрный конь · h5 белая ладья · a4 белая пешка · d4 чёрная пешка · g4 белая пешка · b3 чёрная пешка · c3 чёрный слон · d3 белый конь · b2 белая пешка · e2 белый король · c1 белая ладья | a7 белый слон · g7 белый ферзь · c6 белая пешка · e6 белая пешка · h6 чёрная пешка · a5 чёрная пешка · b5 белый конь · d5 чёрный король · g5 чёрный конь · h5 белая ладья · a4 белая пешка · d4 чёрная пешка · g4 белая пешка · b3 чёрная пешка · c3 чёрный слон · d3 белый конь · b2 белая пешка · e2 белый король · c1 белая ладья | a7 белый слон · g7 белый ферзь · c6 белая пешка · e6 белая пешка · h6 чёрная пешка · a5 чёрная пешка · b5 белый конь · d5 чёрный король · g5 чёрный конь · h5 белая ладья · a4 белая пешка · d4 чёрная пешка · g4 белая пешка · b3 чёрная пешка · c3 чёрный слон · d3 белый конь · b2 белая пешка · e2 белый король · c1 белая ладья | a7 белый слон · g7 белый ферзь · c6 белая пешка · e6 белая пешка · h6 чёрная пешка · a5 чёрная пешка · b5 белый конь · d5 чёрный король · g5 чёрный конь · h5 белая ладья · a4 белая пешка · d4 чёрная пешка · g4 белая пешка · b3 чёрная пешка · c3 чёрный слон · d3 белый конь · b2 белая пешка · e2 белый король · c1 белая ладья | a7 белый слон · g7 белый ферзь · c6 белая пешка · e6 белая пешка · h6 чёрная пешка · a5 чёрная пешка · b5 белый конь · d5 чёрный король · g5 чёрный конь · h5 белая ладья · a4 белая пешка · d4 чёрная пешка · g4 белая пешка · b3 чёрная пешка · c3 чёрный слон · d3 белый конь · b2 белая пешка · e2 белый король · c1 белая ладья | 6 |
| 5 | a7 белый слон · g7 белый ферзь · c6 белая пешка · e6 белая пешка · h6 чёрная пешка · a5 чёрная пешка · b5 белый конь · d5 чёрный король · g5 чёрный конь · h5 белая ладья · a4 белая пешка · d4 чёрная пешка · g4 белая пешка · b3 чёрная пешка · c3 чёрный слон · d3 белый конь · b2 белая пешка · e2 белый король · c1 белая ладья | a7 белый слон · g7 белый ферзь · c6 белая пешка · e6 белая пешка · h6 чёрная пешка · a5 чёрная пешка · b5 белый конь · d5 чёрный король · g5 чёрный конь · h5 белая ладья · a4 белая пешка · d4 чёрная пешка · g4 белая пешка · b3 чёрная пешка · c3 чёрный слон · d3 белый конь · b2 белая пешка · e2 белый король · c1 белая ладья | a7 белый слон · g7 белый ферзь · c6 белая пешка · e6 белая пешка · h6 чёрная пешка · a5 чёрная пешка · b5 белый конь · d5 чёрный король · g5 чёрный конь · h5 белая ладья · a4 белая пешка · d4 чёрная пешка · g4 белая пешка · b3 чёрная пешка · c3 чёрный слон · d3 белый конь · b2 белая пешка · e2 белый король · c1 белая ладья | a7 белый слон · g7 белый ферзь · c6 белая пешка · e6 белая пешка · h6 чёрная пешка · a5 чёрная пешка · b5 белый конь · d5 чёрный король · g5 чёрный конь · h5 белая ладья · a4 белая пешка · d4 чёрная пешка · g4 белая пешка · b3 чёрная пешка · c3 чёрный слон · d3 белый конь · b2 белая пешка · e2 белый король · c1 белая ладья | a7 белый слон · g7 белый ферзь · c6 белая пешка · e6 белая пешка · h6 чёрная пешка · a5 чёрная пешка · b5 белый конь · d5 чёрный король · g5 чёрный конь · h5 белая ладья · a4 белая пешка · d4 чёрная пешка · g4 белая пешка · b3 чёрная пешка · c3 чёрный слон · d3 белый конь · b2 белая пешка · e2 белый король · c1 белая ладья | a7 белый слон · g7 белый ферзь · c6 белая пешка · e6 белая пешка · h6 чёрная пешка · a5 чёрная пешка · b5 белый конь · d5 чёрный король · g5 чёрный конь · h5 белая ладья · a4 белая пешка · d4 чёрная пешка · g4 белая пешка · b3 чёрная пешка · c3 чёрный слон · d3 белый конь · b2 белая пешка · e2 белый король · c1 белая ладья | a7 белый слон · g7 белый ферзь · c6 белая пешка · e6 белая пешка · h6 чёрная пешка · a5 чёрная пешка · b5 белый конь · d5 чёрный король · g5 чёрный конь · h5 белая ладья · a4 белая пешка · d4 чёрная пешка · g4 белая пешка · b3 чёрная пешка · c3 чёрный слон · d3 белый конь · b2 белая пешка · e2 белый король · c1 белая ладья | a7 белый слон · g7 белый ферзь · c6 белая пешка · e6 белая пешка · h6 чёрная пешка · a5 чёрная пешка · b5 белый конь · d5 чёрный король · g5 чёрный конь · h5 белая ладья · a4 белая пешка · d4 чёрная пешка · g4 белая пешка · b3 чёрная пешка · c3 чёрный слон · d3 белый конь · b2 белая пешка · e2 белый король · c1 белая ладья | 5 |
| 4 | a7 белый слон · g7 белый ферзь · c6 белая пешка · e6 белая пешка · h6 чёрная пешка · a5 чёрная пешка · b5 белый конь · d5 чёрный король · g5 чёрный конь · h5 белая ладья · a4 белая пешка · d4 чёрная пешка · g4 белая пешка · b3 чёрная пешка · c3 чёрный слон · d3 белый конь · b2 белая пешка · e2 белый король · c1 белая ладья | a7 белый слон · g7 белый ферзь · c6 белая пешка · e6 белая пешка · h6 чёрная пешка · a5 чёрная пешка · b5 белый конь · d5 чёрный король · g5 чёрный конь · h5 белая ладья · a4 белая пешка · d4 чёрная пешка · g4 белая пешка · b3 чёрная пешка · c3 чёрный слон · d3 белый конь · b2 белая пешка · e2 белый король · c1 белая ладья | a7 белый слон · g7 белый ферзь · c6 белая пешка · e6 белая пешка · h6 чёрная пешка · a5 чёрная пешка · b5 белый конь · d5 чёрный король · g5 чёрный конь · h5 белая ладья · a4 белая пешка · d4 чёрная пешка · g4 белая пешка · b3 чёрная пешка · c3 чёрный слон · d3 белый конь · b2 белая пешка · e2 белый король · c1 белая ладья | a7 белый слон · g7 белый ферзь · c6 белая пешка · e6 белая пешка · h6 чёрная пешка · a5 чёрная пешка · b5 белый конь · d5 чёрный король · g5 чёрный конь · h5 белая ладья · a4 белая пешка · d4 чёрная пешка · g4 белая пешка · b3 чёрная пешка · c3 чёрный слон · d3 белый конь · b2 белая пешка · e2 белый король · c1 белая ладья | a7 белый слон · g7 белый ферзь · c6 белая пешка · e6 белая пешка · h6 чёрная пешка · a5 чёрная пешка · b5 белый конь · d5 чёрный король · g5 чёрный конь · h5 белая ладья · a4 белая пешка · d4 чёрная пешка · g4 белая пешка · b3 чёрная пешка · c3 чёрный слон · d3 белый конь · b2 белая пешка · e2 белый король · c1 белая ладья | a7 белый слон · g7 белый ферзь · c6 белая пешка · e6 белая пешка · h6 чёрная пешка · a5 чёрная пешка · b5 белый конь · d5 чёрный король · g5 чёрный конь · h5 белая ладья · a4 белая пешка · d4 чёрная пешка · g4 белая пешка · b3 чёрная пешка · c3 чёрный слон · d3 белый конь · b2 белая пешка · e2 белый король · c1 белая ладья | a7 белый слон · g7 белый ферзь · c6 белая пешка · e6 белая пешка · h6 чёрная пешка · a5 чёрная пешка · b5 белый конь · d5 чёрный король · g5 чёрный конь · h5 белая ладья · a4 белая пешка · d4 чёрная пешка · g4 белая пешка · b3 чёрная пешка · c3 чёрный слон · d3 белый конь · b2 белая пешка · e2 белый король · c1 белая ладья | a7 белый слон · g7 белый ферзь · c6 белая пешка · e6 белая пешка · h6 чёрная пешка · a5 чёрная пешка · b5 белый конь · d5 чёрный король · g5 чёрный конь · h5 белая ладья · a4 белая пешка · d4 чёрная пешка · g4 белая пешка · b3 чёрная пешка · c3 чёрный слон · d3 белый конь · b2 белая пешка · e2 белый король · c1 белая ладья | 4 |
| 3 | a7 белый слон · g7 белый ферзь · c6 белая пешка · e6 белая пешка · h6 чёрная пешка · a5 чёрная пешка · b5 белый конь · d5 чёрный король · g5 чёрный конь · h5 белая ладья · a4 белая пешка · d4 чёрная пешка · g4 белая пешка · b3 чёрная пешка · c3 чёрный слон · d3 белый конь · b2 белая пешка · e2 белый король · c1 белая ладья | a7 белый слон · g7 белый ферзь · c6 белая пешка · e6 белая пешка · h6 чёрная пешка · a5 чёрная пешка · b5 белый конь · d5 чёрный король · g5 чёрный конь · h5 белая ладья · a4 белая пешка · d4 чёрная пешка · g4 белая пешка · b3 чёрная пешка · c3 чёрный слон · d3 белый конь · b2 белая пешка · e2 белый король · c1 белая ладья | a7 белый слон · g7 белый ферзь · c6 белая пешка · e6 белая пешка · h6 чёрная пешка · a5 чёрная пешка · b5 белый конь · d5 чёрный король · g5 чёрный конь · h5 белая ладья · a4 белая пешка · d4 чёрная пешка · g4 белая пешка · b3 чёрная пешка · c3 чёрный слон · d3 белый конь · b2 белая пешка · e2 белый король · c1 белая ладья | a7 белый слон · g7 белый ферзь · c6 белая пешка · e6 белая пешка · h6 чёрная пешка · a5 чёрная пешка · b5 белый конь · d5 чёрный король · g5 чёрный конь · h5 белая ладья · a4 белая пешка · d4 чёрная пешка · g4 белая пешка · b3 чёрная пешка · c3 чёрный слон · d3 белый конь · b2 белая пешка · e2 белый король · c1 белая ладья | a7 белый слон · g7 белый ферзь · c6 белая пешка · e6 белая пешка · h6 чёрная пешка · a5 чёрная пешка · b5 белый конь · d5 чёрный король · g5 чёрный конь · h5 белая ладья · a4 белая пешка · d4 чёрная пешка · g4 белая пешка · b3 чёрная пешка · c3 чёрный слон · d3 белый конь · b2 белая пешка · e2 белый король · c1 белая ладья | a7 белый слон · g7 белый ферзь · c6 белая пешка · e6 белая пешка · h6 чёрная пешка · a5 чёрная пешка · b5 белый конь · d5 чёрный король · g5 чёрный конь · h5 белая ладья · a4 белая пешка · d4 чёрная пешка · g4 белая пешка · b3 чёрная пешка · c3 чёрный слон · d3 белый конь · b2 белая пешка · e2 белый король · c1 белая ладья | a7 белый слон · g7 белый ферзь · c6 белая пешка · e6 белая пешка · h6 чёрная пешка · a5 чёрная пешка · b5 белый конь · d5 чёрный король · g5 чёрный конь · h5 белая ладья · a4 белая пешка · d4 чёрная пешка · g4 белая пешка · b3 чёрная пешка · c3 чёрный слон · d3 белый конь · b2 белая пешка · e2 белый король · c1 белая ладья | a7 белый слон · g7 белый ферзь · c6 белая пешка · e6 белая пешка · h6 чёрная пешка · a5 чёрная пешка · b5 белый конь · d5 чёрный король · g5 чёрный конь · h5 белая ладья · a4 белая пешка · d4 чёрная пешка · g4 белая пешка · b3 чёрная пешка · c3 чёрный слон · d3 белый конь · b2 белая пешка · e2 белый король · c1 белая ладья | 3 |
| 2 | a7 белый слон · g7 белый ферзь · c6 белая пешка · e6 белая пешка · h6 чёрная пешка · a5 чёрная пешка · b5 белый конь · d5 чёрный король · g5 чёрный конь · h5 белая ладья · a4 белая пешка · d4 чёрная пешка · g4 белая пешка · b3 чёрная пешка · c3 чёрный слон · d3 белый конь · b2 белая пешка · e2 белый король · c1 белая ладья | a7 белый слон · g7 белый ферзь · c6 белая пешка · e6 белая пешка · h6 чёрная пешка · a5 чёрная пешка · b5 белый конь · d5 чёрный король · g5 чёрный конь · h5 белая ладья · a4 белая пешка · d4 чёрная пешка · g4 белая пешка · b3 чёрная пешка · c3 чёрный слон · d3 белый конь · b2 белая пешка · e2 белый король · c1 белая ладья | a7 белый слон · g7 белый ферзь · c6 белая пешка · e6 белая пешка · h6 чёрная пешка · a5 чёрная пешка · b5 белый конь · d5 чёрный король · g5 чёрный конь · h5 белая ладья · a4 белая пешка · d4 чёрная пешка · g4 белая пешка · b3 чёрная пешка · c3 чёрный слон · d3 белый конь · b2 белая пешка · e2 белый король · c1 белая ладья | a7 белый слон · g7 белый ферзь · c6 белая пешка · e6 белая пешка · h6 чёрная пешка · a5 чёрная пешка · b5 белый конь · d5 чёрный король · g5 чёрный конь · h5 белая ладья · a4 белая пешка · d4 чёрная пешка · g4 белая пешка · b3 чёрная пешка · c3 чёрный слон · d3 белый конь · b2 белая пешка · e2 белый король · c1 белая ладья | a7 белый слон · g7 белый ферзь · c6 белая пешка · e6 белая пешка · h6 чёрная пешка · a5 чёрная пешка · b5 белый конь · d5 чёрный король · g5 чёрный конь · h5 белая ладья · a4 белая пешка · d4 чёрная пешка · g4 белая пешка · b3 чёрная пешка · c3 чёрный слон · d3 белый конь · b2 белая пешка · e2 белый король · c1 белая ладья | a7 белый слон · g7 белый ферзь · c6 белая пешка · e6 белая пешка · h6 чёрная пешка · a5 чёрная пешка · b5 белый конь · d5 чёрный король · g5 чёрный конь · h5 белая ладья · a4 белая пешка · d4 чёрная пешка · g4 белая пешка · b3 чёрная пешка · c3 чёрный слон · d3 белый конь · b2 белая пешка · e2 белый король · c1 белая ладья | a7 белый слон · g7 белый ферзь · c6 белая пешка · e6 белая пешка · h6 чёрная пешка · a5 чёрная пешка · b5 белый конь · d5 чёрный король · g5 чёрный конь · h5 белая ладья · a4 белая пешка · d4 чёрная пешка · g4 белая пешка · b3 чёрная пешка · c3 чёрный слон · d3 белый конь · b2 белая пешка · e2 белый король · c1 белая ладья | a7 белый слон · g7 белый ферзь · c6 белая пешка · e6 белая пешка · h6 чёрная пешка · a5 чёрная пешка · b5 белый конь · d5 чёрный король · g5 чёрный конь · h5 белая ладья · a4 белая пешка · d4 чёрная пешка · g4 белая пешка · b3 чёрная пешка · c3 чёрный слон · d3 белый конь · b2 белая пешка · e2 белый король · c1 белая ладья | 2 |
| 1 | a7 белый слон · g7 белый ферзь · c6 белая пешка · e6 белая пешка · h6 чёрная пешка · a5 чёрная пешка · b5 белый конь · d5 чёрный король · g5 чёрный конь · h5 белая ладья · a4 белая пешка · d4 чёрная пешка · g4 белая пешка · b3 чёрная пешка · c3 чёрный слон · d3 белый конь · b2 белая пешка · e2 белый король · c1 белая ладья | a7 белый слон · g7 белый ферзь · c6 белая пешка · e6 белая пешка · h6 чёрная пешка · a5 чёрная пешка · b5 белый конь · d5 чёрный король · g5 чёрный конь · h5 белая ладья · a4 белая пешка · d4 чёрная пешка · g4 белая пешка · b3 чёрная пешка · c3 чёрный слон · d3 белый конь · b2 белая пешка · e2 белый король · c1 белая ладья | a7 белый слон · g7 белый ферзь · c6 белая пешка · e6 белая пешка · h6 чёрная пешка · a5 чёрная пешка · b5 белый конь · d5 чёрный король · g5 чёрный конь · h5 белая ладья · a4 белая пешка · d4 чёрная пешка · g4 белая пешка · b3 чёрная пешка · c3 чёрный слон · d3 белый конь · b2 белая пешка · e2 белый король · c1 белая ладья | a7 белый слон · g7 белый ферзь · c6 белая пешка · e6 белая пешка · h6 чёрная пешка · a5 чёрная пешка · b5 белый конь · d5 чёрный король · g5 чёрный конь · h5 белая ладья · a4 белая пешка · d4 чёрная пешка · g4 белая пешка · b3 чёрная пешка · c3 чёрный слон · d3 белый конь · b2 белая пешка · e2 белый король · c1 белая ладья | a7 белый слон · g7 белый ферзь · c6 белая пешка · e6 белая пешка · h6 чёрная пешка · a5 чёрная пешка · b5 белый конь · d5 чёрный король · g5 чёрный конь · h5 белая ладья · a4 белая пешка · d4 чёрная пешка · g4 белая пешка · b3 чёрная пешка · c3 чёрный слон · d3 белый конь · b2 белая пешка · e2 белый король · c1 белая ладья | a7 белый слон · g7 белый ферзь · c6 белая пешка · e6 белая пешка · h6 чёрная пешка · a5 чёрная пешка · b5 белый конь · d5 чёрный король · g5 чёрный конь · h5 белая ладья · a4 белая пешка · d4 чёрная пешка · g4 белая пешка · b3 чёрная пешка · c3 чёрный слон · d3 белый конь · b2 белая пешка · e2 белый король · c1 белая ладья | a7 белый слон · g7 белый ферзь · c6 белая пешка · e6 белая пешка · h6 чёрная пешка · a5 чёрная пешка · b5 белый конь · d5 чёрный король · g5 чёрный конь · h5 белая ладья · a4 белая пешка · d4 чёрная пешка · g4 белая пешка · b3 чёрная пешка · c3 чёрный слон · d3 белый конь · b2 белая пешка · e2 белый король · c1 белая ладья | a7 белый слон · g7 белый ферзь · c6 белая пешка · e6 белая пешка · h6 чёрная пешка · a5 чёрная пешка · b5 белый конь · d5 чёрный король · g5 чёрный конь · h5 белая ладья · a4 белая пешка · d4 чёрная пешка · g4 белая пешка · b3 чёрная пешка · c3 чёрный слон · d3 белый конь · b2 белая пешка · e2 белый король · c1 белая ладья | 1 |
|   | a | b | c | d | e | f | g | h |   |

В начальной позиции готовы маты на все ходы чёрных:

1...Крс4 2.Ф:d4#,

1...Кр:с6 2.Фd7#,

1...Кре4 (С ~) 2.Фе5# и 1...Кр:е6 2.Kf4#.

После 1.Фf8! (цугцванг) маты меняются:

1...Крс4 2.Фс5#,

1...Кр:с6 2.Фа8#,

1...Кре4 (С ~) 2.Фf5# и 1...Кр:е6 2.Кс7#
|   | a | b | c | d | e | f | g | h |   |
| - | --- | --- | --- | --- | --- | --- | --- | --- | - |
| 8 | f7 чёрная пешка · b6 чёрная пешка · e6 чёрная пешка · f6 белый король · b5 белая пешка · e5 белый слон · g5 белая пешка · c4 белая пешка · e4 чёрный король · h3 белый ферзь · d2 белая пешка · f2 белая пешка · g2 чёрный конь · e1 чёрный конь · h1 чёрный слон | f7 чёрная пешка · b6 чёрная пешка · e6 чёрная пешка · f6 белый король · b5 белая пешка · e5 белый слон · g5 белая пешка · c4 белая пешка · e4 чёрный король · h3 белый ферзь · d2 белая пешка · f2 белая пешка · g2 чёрный конь · e1 чёрный конь · h1 чёрный слон | f7 чёрная пешка · b6 чёрная пешка · e6 чёрная пешка · f6 белый король · b5 белая пешка · e5 белый слон · g5 белая пешка · c4 белая пешка · e4 чёрный король · h3 белый ферзь · d2 белая пешка · f2 белая пешка · g2 чёрный конь · e1 чёрный конь · h1 чёрный слон | f7 чёрная пешка · b6 чёрная пешка · e6 чёрная пешка · f6 белый король · b5 белая пешка · e5 белый слон · g5 белая пешка · c4 белая пешка · e4 чёрный король · h3 белый ферзь · d2 белая пешка · f2 белая пешка · g2 чёрный конь · e1 чёрный конь · h1 чёрный слон | f7 чёрная пешка · b6 чёрная пешка · e6 чёрная пешка · f6 белый король · b5 белая пешка · e5 белый слон · g5 белая пешка · c4 белая пешка · e4 чёрный король · h3 белый ферзь · d2 белая пешка · f2 белая пешка · g2 чёрный конь · e1 чёрный конь · h1 чёрный слон | f7 чёрная пешка · b6 чёрная пешка · e6 чёрная пешка · f6 белый король · b5 белая пешка · e5 белый слон · g5 белая пешка · c4 белая пешка · e4 чёрный король · h3 белый ферзь · d2 белая пешка · f2 белая пешка · g2 чёрный конь · e1 чёрный конь · h1 чёрный слон | f7 чёрная пешка · b6 чёрная пешка · e6 чёрная пешка · f6 белый король · b5 белая пешка · e5 белый слон · g5 белая пешка · c4 белая пешка · e4 чёрный король · h3 белый ферзь · d2 белая пешка · f2 белая пешка · g2 чёрный конь · e1 чёрный конь · h1 чёрный слон | f7 чёрная пешка · b6 чёрная пешка · e6 чёрная пешка · f6 белый король · b5 белая пешка · e5 белый слон · g5 белая пешка · c4 белая пешка · e4 чёрный король · h3 белый ферзь · d2 белая пешка · f2 белая пешка · g2 чёрный конь · e1 чёрный конь · h1 чёрный слон | 8 |
| 7 | f7 чёрная пешка · b6 чёрная пешка · e6 чёрная пешка · f6 белый король · b5 белая пешка · e5 белый слон · g5 белая пешка · c4 белая пешка · e4 чёрный король · h3 белый ферзь · d2 белая пешка · f2 белая пешка · g2 чёрный конь · e1 чёрный конь · h1 чёрный слон | f7 чёрная пешка · b6 чёрная пешка · e6 чёрная пешка · f6 белый король · b5 белая пешка · e5 белый слон · g5 белая пешка · c4 белая пешка · e4 чёрный король · h3 белый ферзь · d2 белая пешка · f2 белая пешка · g2 чёрный конь · e1 чёрный конь · h1 чёрный слон | f7 чёрная пешка · b6 чёрная пешка · e6 чёрная пешка · f6 белый король · b5 белая пешка · e5 белый слон · g5 белая пешка · c4 белая пешка · e4 чёрный король · h3 белый ферзь · d2 белая пешка · f2 белая пешка · g2 чёрный конь · e1 чёрный конь · h1 чёрный слон | f7 чёрная пешка · b6 чёрная пешка · e6 чёрная пешка · f6 белый король · b5 белая пешка · e5 белый слон · g5 белая пешка · c4 белая пешка · e4 чёрный король · h3 белый ферзь · d2 белая пешка · f2 белая пешка · g2 чёрный конь · e1 чёрный конь · h1 чёрный слон | f7 чёрная пешка · b6 чёрная пешка · e6 чёрная пешка · f6 белый король · b5 белая пешка · e5 белый слон · g5 белая пешка · c4 белая пешка · e4 чёрный король · h3 белый ферзь · d2 белая пешка · f2 белая пешка · g2 чёрный конь · e1 чёрный конь · h1 чёрный слон | f7 чёрная пешка · b6 чёрная пешка · e6 чёрная пешка · f6 белый король · b5 белая пешка · e5 белый слон · g5 белая пешка · c4 белая пешка · e4 чёрный король · h3 белый ферзь · d2 белая пешка · f2 белая пешка · g2 чёрный конь · e1 чёрный конь · h1 чёрный слон | f7 чёрная пешка · b6 чёрная пешка · e6 чёрная пешка · f6 белый король · b5 белая пешка · e5 белый слон · g5 белая пешка · c4 белая пешка · e4 чёрный король · h3 белый ферзь · d2 белая пешка · f2 белая пешка · g2 чёрный конь · e1 чёрный конь · h1 чёрный слон | f7 чёрная пешка · b6 чёрная пешка · e6 чёрная пешка · f6 белый король · b5 белая пешка · e5 белый слон · g5 белая пешка · c4 белая пешка · e4 чёрный король · h3 белый ферзь · d2 белая пешка · f2 белая пешка · g2 чёрный конь · e1 чёрный конь · h1 чёрный слон | 7 |
| 6 | f7 чёрная пешка · b6 чёрная пешка · e6 чёрная пешка · f6 белый король · b5 белая пешка · e5 белый слон · g5 белая пешка · c4 белая пешка · e4 чёрный король · h3 белый ферзь · d2 белая пешка · f2 белая пешка · g2 чёрный конь · e1 чёрный конь · h1 чёрный слон | f7 чёрная пешка · b6 чёрная пешка · e6 чёрная пешка · f6 белый король · b5 белая пешка · e5 белый слон · g5 белая пешка · c4 белая пешка · e4 чёрный король · h3 белый ферзь · d2 белая пешка · f2 белая пешка · g2 чёрный конь · e1 чёрный конь · h1 чёрный слон | f7 чёрная пешка · b6 чёрная пешка · e6 чёрная пешка · f6 белый король · b5 белая пешка · e5 белый слон · g5 белая пешка · c4 белая пешка · e4 чёрный король · h3 белый ферзь · d2 белая пешка · f2 белая пешка · g2 чёрный конь · e1 чёрный конь · h1 чёрный слон | f7 чёрная пешка · b6 чёрная пешка · e6 чёрная пешка · f6 белый король · b5 белая пешка · e5 белый слон · g5 белая пешка · c4 белая пешка · e4 чёрный король · h3 белый ферзь · d2 белая пешка · f2 белая пешка · g2 чёрный конь · e1 чёрный конь · h1 чёрный слон | f7 чёрная пешка · b6 чёрная пешка · e6 чёрная пешка · f6 белый король · b5 белая пешка · e5 белый слон · g5 белая пешка · c4 белая пешка · e4 чёрный король · h3 белый ферзь · d2 белая пешка · f2 белая пешка · g2 чёрный конь · e1 чёрный конь · h1 чёрный слон | f7 чёрная пешка · b6 чёрная пешка · e6 чёрная пешка · f6 белый король · b5 белая пешка · e5 белый слон · g5 белая пешка · c4 белая пешка · e4 чёрный король · h3 белый ферзь · d2 белая пешка · f2 белая пешка · g2 чёрный конь · e1 чёрный конь · h1 чёрный слон | f7 чёрная пешка · b6 чёрная пешка · e6 чёрная пешка · f6 белый король · b5 белая пешка · e5 белый слон · g5 белая пешка · c4 белая пешка · e4 чёрный король · h3 белый ферзь · d2 белая пешка · f2 белая пешка · g2 чёрный конь · e1 чёрный конь · h1 чёрный слон | f7 чёрная пешка · b6 чёрная пешка · e6 чёрная пешка · f6 белый король · b5 белая пешка · e5 белый слон · g5 белая пешка · c4 белая пешка · e4 чёрный король · h3 белый ферзь · d2 белая пешка · f2 белая пешка · g2 чёрный конь · e1 чёрный конь · h1 чёрный слон | 6 |
| 5 | f7 чёрная пешка · b6 чёрная пешка · e6 чёрная пешка · f6 белый король · b5 белая пешка · e5 белый слон · g5 белая пешка · c4 белая пешка · e4 чёрный король · h3 белый ферзь · d2 белая пешка · f2 белая пешка · g2 чёрный конь · e1 чёрный конь · h1 чёрный слон | f7 чёрная пешка · b6 чёрная пешка · e6 чёрная пешка · f6 белый король · b5 белая пешка · e5 белый слон · g5 белая пешка · c4 белая пешка · e4 чёрный король · h3 белый ферзь · d2 белая пешка · f2 белая пешка · g2 чёрный конь · e1 чёрный конь · h1 чёрный слон | f7 чёрная пешка · b6 чёрная пешка · e6 чёрная пешка · f6 белый король · b5 белая пешка · e5 белый слон · g5 белая пешка · c4 белая пешка · e4 чёрный король · h3 белый ферзь · d2 белая пешка · f2 белая пешка · g2 чёрный конь · e1 чёрный конь · h1 чёрный слон | f7 чёрная пешка · b6 чёрная пешка · e6 чёрная пешка · f6 белый король · b5 белая пешка · e5 белый слон · g5 белая пешка · c4 белая пешка · e4 чёрный король · h3 белый ферзь · d2 белая пешка · f2 белая пешка · g2 чёрный конь · e1 чёрный конь · h1 чёрный слон | f7 чёрная пешка · b6 чёрная пешка · e6 чёрная пешка · f6 белый король · b5 белая пешка · e5 белый слон · g5 белая пешка · c4 белая пешка · e4 чёрный король · h3 белый ферзь · d2 белая пешка · f2 белая пешка · g2 чёрный конь · e1 чёрный конь · h1 чёрный слон | f7 чёрная пешка · b6 чёрная пешка · e6 чёрная пешка · f6 белый король · b5 белая пешка · e5 белый слон · g5 белая пешка · c4 белая пешка · e4 чёрный король · h3 белый ферзь · d2 белая пешка · f2 белая пешка · g2 чёрный конь · e1 чёрный конь · h1 чёрный слон | f7 чёрная пешка · b6 чёрная пешка · e6 чёрная пешка · f6 белый король · b5 белая пешка · e5 белый слон · g5 белая пешка · c4 белая пешка · e4 чёрный король · h3 белый ферзь · d2 белая пешка · f2 белая пешка · g2 чёрный конь · e1 чёрный конь · h1 чёрный слон | f7 чёрная пешка · b6 чёрная пешка · e6 чёрная пешка · f6 белый король · b5 белая пешка · e5 белый слон · g5 белая пешка · c4 белая пешка · e4 чёрный король · h3 белый ферзь · d2 белая пешка · f2 белая пешка · g2 чёрный конь · e1 чёрный конь · h1 чёрный слон | 5 |
| 4 | f7 чёрная пешка · b6 чёрная пешка · e6 чёрная пешка · f6 белый король · b5 белая пешка · e5 белый слон · g5 белая пешка · c4 белая пешка · e4 чёрный король · h3 белый ферзь · d2 белая пешка · f2 белая пешка · g2 чёрный конь · e1 чёрный конь · h1 чёрный слон | f7 чёрная пешка · b6 чёрная пешка · e6 чёрная пешка · f6 белый король · b5 белая пешка · e5 белый слон · g5 белая пешка · c4 белая пешка · e4 чёрный король · h3 белый ферзь · d2 белая пешка · f2 белая пешка · g2 чёрный конь · e1 чёрный конь · h1 чёрный слон | f7 чёрная пешка · b6 чёрная пешка · e6 чёрная пешка · f6 белый король · b5 белая пешка · e5 белый слон · g5 белая пешка · c4 белая пешка · e4 чёрный король · h3 белый ферзь · d2 белая пешка · f2 белая пешка · g2 чёрный конь · e1 чёрный конь · h1 чёрный слон | f7 чёрная пешка · b6 чёрная пешка · e6 чёрная пешка · f6 белый король · b5 белая пешка · e5 белый слон · g5 белая пешка · c4 белая пешка · e4 чёрный король · h3 белый ферзь · d2 белая пешка · f2 белая пешка · g2 чёрный конь · e1 чёрный конь · h1 чёрный слон | f7 чёрная пешка · b6 чёрная пешка · e6 чёрная пешка · f6 белый король · b5 белая пешка · e5 белый слон · g5 белая пешка · c4 белая пешка · e4 чёрный король · h3 белый ферзь · d2 белая пешка · f2 белая пешка · g2 чёрный конь · e1 чёрный конь · h1 чёрный слон | f7 чёрная пешка · b6 чёрная пешка · e6 чёрная пешка · f6 белый король · b5 белая пешка · e5 белый слон · g5 белая пешка · c4 белая пешка · e4 чёрный король · h3 белый ферзь · d2 белая пешка · f2 белая пешка · g2 чёрный конь · e1 чёрный конь · h1 чёрный слон | f7 чёрная пешка · b6 чёрная пешка · e6 чёрная пешка · f6 белый король · b5 белая пешка · e5 белый слон · g5 белая пешка · c4 белая пешка · e4 чёрный король · h3 белый ферзь · d2 белая пешка · f2 белая пешка · g2 чёрный конь · e1 чёрный конь · h1 чёрный слон | f7 чёрная пешка · b6 чёрная пешка · e6 чёрная пешка · f6 белый король · b5 белая пешка · e5 белый слон · g5 белая пешка · c4 белая пешка · e4 чёрный король · h3 белый ферзь · d2 белая пешка · f2 белая пешка · g2 чёрный конь · e1 чёрный конь · h1 чёрный слон | 4 |
| 3 | f7 чёрная пешка · b6 чёрная пешка · e6 чёрная пешка · f6 белый король · b5 белая пешка · e5 белый слон · g5 белая пешка · c4 белая пешка · e4 чёрный король · h3 белый ферзь · d2 белая пешка · f2 белая пешка · g2 чёрный конь · e1 чёрный конь · h1 чёрный слон | f7 чёрная пешка · b6 чёрная пешка · e6 чёрная пешка · f6 белый король · b5 белая пешка · e5 белый слон · g5 белая пешка · c4 белая пешка · e4 чёрный король · h3 белый ферзь · d2 белая пешка · f2 белая пешка · g2 чёрный конь · e1 чёрный конь · h1 чёрный слон | f7 чёрная пешка · b6 чёрная пешка · e6 чёрная пешка · f6 белый король · b5 белая пешка · e5 белый слон · g5 белая пешка · c4 белая пешка · e4 чёрный король · h3 белый ферзь · d2 белая пешка · f2 белая пешка · g2 чёрный конь · e1 чёрный конь · h1 чёрный слон | f7 чёрная пешка · b6 чёрная пешка · e6 чёрная пешка · f6 белый король · b5 белая пешка · e5 белый слон · g5 белая пешка · c4 белая пешка · e4 чёрный король · h3 белый ферзь · d2 белая пешка · f2 белая пешка · g2 чёрный конь · e1 чёрный конь · h1 чёрный слон | f7 чёрная пешка · b6 чёрная пешка · e6 чёрная пешка · f6 белый король · b5 белая пешка · e5 белый слон · g5 белая пешка · c4 белая пешка · e4 чёрный король · h3 белый ферзь · d2 белая пешка · f2 белая пешка · g2 чёрный конь · e1 чёрный конь · h1 чёрный слон | f7 чёрная пешка · b6 чёрная пешка · e6 чёрная пешка · f6 белый король · b5 белая пешка · e5 белый слон · g5 белая пешка · c4 белая пешка · e4 чёрный король · h3 белый ферзь · d2 белая пешка · f2 белая пешка · g2 чёрный конь · e1 чёрный конь · h1 чёрный слон | f7 чёрная пешка · b6 чёрная пешка · e6 чёрная пешка · f6 белый король · b5 белая пешка · e5 белый слон · g5 белая пешка · c4 белая пешка · e4 чёрный король · h3 белый ферзь · d2 белая пешка · f2 белая пешка · g2 чёрный конь · e1 чёрный конь · h1 чёрный слон | f7 чёрная пешка · b6 чёрная пешка · e6 чёрная пешка · f6 белый король · b5 белая пешка · e5 белый слон · g5 белая пешка · c4 белая пешка · e4 чёрный король · h3 белый ферзь · d2 белая пешка · f2 белая пешка · g2 чёрный конь · e1 чёрный конь · h1 чёрный слон | 3 |
| 2 | f7 чёрная пешка · b6 чёрная пешка · e6 чёрная пешка · f6 белый король · b5 белая пешка · e5 белый слон · g5 белая пешка · c4 белая пешка · e4 чёрный король · h3 белый ферзь · d2 белая пешка · f2 белая пешка · g2 чёрный конь · e1 чёрный конь · h1 чёрный слон | f7 чёрная пешка · b6 чёрная пешка · e6 чёрная пешка · f6 белый король · b5 белая пешка · e5 белый слон · g5 белая пешка · c4 белая пешка · e4 чёрный король · h3 белый ферзь · d2 белая пешка · f2 белая пешка · g2 чёрный конь · e1 чёрный конь · h1 чёрный слон | f7 чёрная пешка · b6 чёрная пешка · e6 чёрная пешка · f6 белый король · b5 белая пешка · e5 белый слон · g5 белая пешка · c4 белая пешка · e4 чёрный король · h3 белый ферзь · d2 белая пешка · f2 белая пешка · g2 чёрный конь · e1 чёрный конь · h1 чёрный слон | f7 чёрная пешка · b6 чёрная пешка · e6 чёрная пешка · f6 белый король · b5 белая пешка · e5 белый слон · g5 белая пешка · c4 белая пешка · e4 чёрный король · h3 белый ферзь · d2 белая пешка · f2 белая пешка · g2 чёрный конь · e1 чёрный конь · h1 чёрный слон | f7 чёрная пешка · b6 чёрная пешка · e6 чёрная пешка · f6 белый король · b5 белая пешка · e5 белый слон · g5 белая пешка · c4 белая пешка · e4 чёрный король · h3 белый ферзь · d2 белая пешка · f2 белая пешка · g2 чёрный конь · e1 чёрный конь · h1 чёрный слон | f7 чёрная пешка · b6 чёрная пешка · e6 чёрная пешка · f6 белый король · b5 белая пешка · e5 белый слон · g5 белая пешка · c4 белая пешка · e4 чёрный король · h3 белый ферзь · d2 белая пешка · f2 белая пешка · g2 чёрный конь · e1 чёрный конь · h1 чёрный слон | f7 чёрная пешка · b6 чёрная пешка · e6 чёрная пешка · f6 белый король · b5 белая пешка · e5 белый слон · g5 белая пешка · c4 белая пешка · e4 чёрный король · h3 белый ферзь · d2 белая пешка · f2 белая пешка · g2 чёрный конь · e1 чёрный конь · h1 чёрный слон | f7 чёрная пешка · b6 чёрная пешка · e6 чёрная пешка · f6 белый король · b5 белая пешка · e5 белый слон · g5 белая пешка · c4 белая пешка · e4 чёрный король · h3 белый ферзь · d2 белая пешка · f2 белая пешка · g2 чёрный конь · e1 чёрный конь · h1 чёрный слон | 2 |
| 1 | f7 чёрная пешка · b6 чёрная пешка · e6 чёрная пешка · f6 белый король · b5 белая пешка · e5 белый слон · g5 белая пешка · c4 белая пешка · e4 чёрный король · h3 белый ферзь · d2 белая пешка · f2 белая пешка · g2 чёрный конь · e1 чёрный конь · h1 чёрный слон | f7 чёрная пешка · b6 чёрная пешка · e6 чёрная пешка · f6 белый король · b5 белая пешка · e5 белый слон · g5 белая пешка · c4 белая пешка · e4 чёрный король · h3 белый ферзь · d2 белая пешка · f2 белая пешка · g2 чёрный конь · e1 чёрный конь · h1 чёрный слон | f7 чёрная пешка · b6 чёрная пешка · e6 чёрная пешка · f6 белый король · b5 белая пешка · e5 белый слон · g5 белая пешка · c4 белая пешка · e4 чёрный король · h3 белый ферзь · d2 белая пешка · f2 белая пешка · g2 чёрный конь · e1 чёрный конь · h1 чёрный слон | f7 чёрная пешка · b6 чёрная пешка · e6 чёрная пешка · f6 белый король · b5 белая пешка · e5 белый слон · g5 белая пешка · c4 белая пешка · e4 чёрный король · h3 белый ферзь · d2 белая пешка · f2 белая пешка · g2 чёрный конь · e1 чёрный конь · h1 чёрный слон | f7 чёрная пешка · b6 чёрная пешка · e6 чёрная пешка · f6 белый король · b5 белая пешка · e5 белый слон · g5 белая пешка · c4 белая пешка · e4 чёрный король · h3 белый ферзь · d2 белая пешка · f2 белая пешка · g2 чёрный конь · e1 чёрный конь · h1 чёрный слон | f7 чёрная пешка · b6 чёрная пешка · e6 чёрная пешка · f6 белый король · b5 белая пешка · e5 белый слон · g5 белая пешка · c4 белая пешка · e4 чёрный король · h3 белый ферзь · d2 белая пешка · f2 белая пешка · g2 чёрный конь · e1 чёрный конь · h1 чёрный слон | f7 чёрная пешка · b6 чёрная пешка · e6 чёрная пешка · f6 белый король · b5 белая пешка · e5 белый слон · g5 белая пешка · c4 белая пешка · e4 чёрный король · h3 белый ферзь · d2 белая пешка · f2 белая пешка · g2 чёрный конь · e1 чёрный конь · h1 чёрный слон | f7 чёрная пешка · b6 чёрная пешка · e6 чёрная пешка · f6 белый король · b5 белая пешка · e5 белый слон · g5 белая пешка · c4 белая пешка · e4 чёрный король · h3 белый ферзь · d2 белая пешка · f2 белая пешка · g2 чёрный конь · e1 чёрный конь · h1 чёрный слон | 1 |
|   | a | b | c | d | e | f | g | h |   |

В начальной позиции готовы маты на все ходы чёрных:

1...Кe~ 2.d3#,

1...Кd3 2.f3#,

1...Кf3 2.Фh7#,

1...Kg~ 2.Фe3#.

После 1.Фa3! (цугцванг) маты в главных вариантах меняются:

1...Кe~ 2.f3#,

1...Кd3 2.Фа8#,

1...Кf3 2.d3#,

(1...Kg~ 2.Фe3#).

b) После первого хода решения (1.Фа3) возникает новая задача, в которой решает возврат к начальной позиции первой задачи:

1.Фh3!

Задача-блок маятникового типа (перпетуум-мобиле).
|   | a | b | c | d | e | f | g | h |   |
| - | --- | --- | --- | --- | --- | --- | --- | --- | - |
| 8 | e8 чёрный король · f8 белый слон · a7 чёрная пешка · e7 белая пешка · a6 чёрный ферзь · b5 белый конь · e5 белый конь · a4 белый слон · e2 белый король | e8 чёрный король · f8 белый слон · a7 чёрная пешка · e7 белая пешка · a6 чёрный ферзь · b5 белый конь · e5 белый конь · a4 белый слон · e2 белый король | e8 чёрный король · f8 белый слон · a7 чёрная пешка · e7 белая пешка · a6 чёрный ферзь · b5 белый конь · e5 белый конь · a4 белый слон · e2 белый король | e8 чёрный король · f8 белый слон · a7 чёрная пешка · e7 белая пешка · a6 чёрный ферзь · b5 белый конь · e5 белый конь · a4 белый слон · e2 белый король | e8 чёрный король · f8 белый слон · a7 чёрная пешка · e7 белая пешка · a6 чёрный ферзь · b5 белый конь · e5 белый конь · a4 белый слон · e2 белый король | e8 чёрный король · f8 белый слон · a7 чёрная пешка · e7 белая пешка · a6 чёрный ферзь · b5 белый конь · e5 белый конь · a4 белый слон · e2 белый король | e8 чёрный король · f8 белый слон · a7 чёрная пешка · e7 белая пешка · a6 чёрный ферзь · b5 белый конь · e5 белый конь · a4 белый слон · e2 белый король | e8 чёрный король · f8 белый слон · a7 чёрная пешка · e7 белая пешка · a6 чёрный ферзь · b5 белый конь · e5 белый конь · a4 белый слон · e2 белый король | 8 |
| 7 | e8 чёрный король · f8 белый слон · a7 чёрная пешка · e7 белая пешка · a6 чёрный ферзь · b5 белый конь · e5 белый конь · a4 белый слон · e2 белый король | e8 чёрный король · f8 белый слон · a7 чёрная пешка · e7 белая пешка · a6 чёрный ферзь · b5 белый конь · e5 белый конь · a4 белый слон · e2 белый король | e8 чёрный король · f8 белый слон · a7 чёрная пешка · e7 белая пешка · a6 чёрный ферзь · b5 белый конь · e5 белый конь · a4 белый слон · e2 белый король | e8 чёрный король · f8 белый слон · a7 чёрная пешка · e7 белая пешка · a6 чёрный ферзь · b5 белый конь · e5 белый конь · a4 белый слон · e2 белый король | e8 чёрный король · f8 белый слон · a7 чёрная пешка · e7 белая пешка · a6 чёрный ферзь · b5 белый конь · e5 белый конь · a4 белый слон · e2 белый король | e8 чёрный король · f8 белый слон · a7 чёрная пешка · e7 белая пешка · a6 чёрный ферзь · b5 белый конь · e5 белый конь · a4 белый слон · e2 белый король | e8 чёрный король · f8 белый слон · a7 чёрная пешка · e7 белая пешка · a6 чёрный ферзь · b5 белый конь · e5 белый конь · a4 белый слон · e2 белый король | e8 чёрный король · f8 белый слон · a7 чёрная пешка · e7 белая пешка · a6 чёрный ферзь · b5 белый конь · e5 белый конь · a4 белый слон · e2 белый король | 7 |
| 6 | e8 чёрный король · f8 белый слон · a7 чёрная пешка · e7 белая пешка · a6 чёрный ферзь · b5 белый конь · e5 белый конь · a4 белый слон · e2 белый король | e8 чёрный король · f8 белый слон · a7 чёрная пешка · e7 белая пешка · a6 чёрный ферзь · b5 белый конь · e5 белый конь · a4 белый слон · e2 белый король | e8 чёрный король · f8 белый слон · a7 чёрная пешка · e7 белая пешка · a6 чёрный ферзь · b5 белый конь · e5 белый конь · a4 белый слон · e2 белый король | e8 чёрный король · f8 белый слон · a7 чёрная пешка · e7 белая пешка · a6 чёрный ферзь · b5 белый конь · e5 белый конь · a4 белый слон · e2 белый король | e8 чёрный король · f8 белый слон · a7 чёрная пешка · e7 белая пешка · a6 чёрный ферзь · b5 белый конь · e5 белый конь · a4 белый слон · e2 белый король | e8 чёрный король · f8 белый слон · a7 чёрная пешка · e7 белая пешка · a6 чёрный ферзь · b5 белый конь · e5 белый конь · a4 белый слон · e2 белый король | e8 чёрный король · f8 белый слон · a7 чёрная пешка · e7 белая пешка · a6 чёрный ферзь · b5 белый конь · e5 белый конь · a4 белый слон · e2 белый король | e8 чёрный король · f8 белый слон · a7 чёрная пешка · e7 белая пешка · a6 чёрный ферзь · b5 белый конь · e5 белый конь · a4 белый слон · e2 белый король | 6 |
| 5 | e8 чёрный король · f8 белый слон · a7 чёрная пешка · e7 белая пешка · a6 чёрный ферзь · b5 белый конь · e5 белый конь · a4 белый слон · e2 белый король | e8 чёрный король · f8 белый слон · a7 чёрная пешка · e7 белая пешка · a6 чёрный ферзь · b5 белый конь · e5 белый конь · a4 белый слон · e2 белый король | e8 чёрный король · f8 белый слон · a7 чёрная пешка · e7 белая пешка · a6 чёрный ферзь · b5 белый конь · e5 белый конь · a4 белый слон · e2 белый король | e8 чёрный король · f8 белый слон · a7 чёрная пешка · e7 белая пешка · a6 чёрный ферзь · b5 белый конь · e5 белый конь · a4 белый слон · e2 белый король | e8 чёрный король · f8 белый слон · a7 чёрная пешка · e7 белая пешка · a6 чёрный ферзь · b5 белый конь · e5 белый конь · a4 белый слон · e2 белый король | e8 чёрный король · f8 белый слон · a7 чёрная пешка · e7 белая пешка · a6 чёрный ферзь · b5 белый конь · e5 белый конь · a4 белый слон · e2 белый король | e8 чёрный король · f8 белый слон · a7 чёрная пешка · e7 белая пешка · a6 чёрный ферзь · b5 белый конь · e5 белый конь · a4 белый слон · e2 белый король | e8 чёрный король · f8 белый слон · a7 чёрная пешка · e7 белая пешка · a6 чёрный ферзь · b5 белый конь · e5 белый конь · a4 белый слон · e2 белый король | 5 |
| 4 | e8 чёрный король · f8 белый слон · a7 чёрная пешка · e7 белая пешка · a6 чёрный ферзь · b5 белый конь · e5 белый конь · a4 белый слон · e2 белый король | e8 чёрный король · f8 белый слон · a7 чёрная пешка · e7 белая пешка · a6 чёрный ферзь · b5 белый конь · e5 белый конь · a4 белый слон · e2 белый король | e8 чёрный король · f8 белый слон · a7 чёрная пешка · e7 белая пешка · a6 чёрный ферзь · b5 белый конь · e5 белый конь · a4 белый слон · e2 белый король | e8 чёрный король · f8 белый слон · a7 чёрная пешка · e7 белая пешка · a6 чёрный ферзь · b5 белый конь · e5 белый конь · a4 белый слон · e2 белый король | e8 чёрный король · f8 белый слон · a7 чёрная пешка · e7 белая пешка · a6 чёрный ферзь · b5 белый конь · e5 белый конь · a4 белый слон · e2 белый король | e8 чёрный король · f8 белый слон · a7 чёрная пешка · e7 белая пешка · a6 чёрный ферзь · b5 белый конь · e5 белый конь · a4 белый слон · e2 белый король | e8 чёрный король · f8 белый слон · a7 чёрная пешка · e7 белая пешка · a6 чёрный ферзь · b5 белый конь · e5 белый конь · a4 белый слон · e2 белый король | e8 чёрный король · f8 белый слон · a7 чёрная пешка · e7 белая пешка · a6 чёрный ферзь · b5 белый конь · e5 белый конь · a4 белый слон · e2 белый король | 4 |
| 3 | e8 чёрный король · f8 белый слон · a7 чёрная пешка · e7 белая пешка · a6 чёрный ферзь · b5 белый конь · e5 белый конь · a4 белый слон · e2 белый король | e8 чёрный король · f8 белый слон · a7 чёрная пешка · e7 белая пешка · a6 чёрный ферзь · b5 белый конь · e5 белый конь · a4 белый слон · e2 белый король | e8 чёрный король · f8 белый слон · a7 чёрная пешка · e7 белая пешка · a6 чёрный ферзь · b5 белый конь · e5 белый конь · a4 белый слон · e2 белый король | e8 чёрный король · f8 белый слон · a7 чёрная пешка · e7 белая пешка · a6 чёрный ферзь · b5 белый конь · e5 белый конь · a4 белый слон · e2 белый король | e8 чёрный король · f8 белый слон · a7 чёрная пешка · e7 белая пешка · a6 чёрный ферзь · b5 белый конь · e5 белый конь · a4 белый слон · e2 белый король | e8 чёрный король · f8 белый слон · a7 чёрная пешка · e7 белая пешка · a6 чёрный ферзь · b5 белый конь · e5 белый конь · a4 белый слон · e2 белый король | e8 чёрный король · f8 белый слон · a7 чёрная пешка · e7 белая пешка · a6 чёрный ферзь · b5 белый конь · e5 белый конь · a4 белый слон · e2 белый король | e8 чёрный король · f8 белый слон · a7 чёрная пешка · e7 белая пешка · a6 чёрный ферзь · b5 белый конь · e5 белый конь · a4 белый слон · e2 белый король | 3 |
| 2 | e8 чёрный король · f8 белый слон · a7 чёрная пешка · e7 белая пешка · a6 чёрный ферзь · b5 белый конь · e5 белый конь · a4 белый слон · e2 белый король | e8 чёрный король · f8 белый слон · a7 чёрная пешка · e7 белая пешка · a6 чёрный ферзь · b5 белый конь · e5 белый конь · a4 белый слон · e2 белый король | e8 чёрный король · f8 белый слон · a7 чёрная пешка · e7 белая пешка · a6 чёрный ферзь · b5 белый конь · e5 белый конь · a4 белый слон · e2 белый король | e8 чёрный король · f8 белый слон · a7 чёрная пешка · e7 белая пешка · a6 чёрный ферзь · b5 белый конь · e5 белый конь · a4 белый слон · e2 белый король | e8 чёрный король · f8 белый слон · a7 чёрная пешка · e7 белая пешка · a6 чёрный ферзь · b5 белый конь · e5 белый конь · a4 белый слон · e2 белый король | e8 чёрный король · f8 белый слон · a7 чёрная пешка · e7 белая пешка · a6 чёрный ферзь · b5 белый конь · e5 белый конь · a4 белый слон · e2 белый король | e8 чёрный король · f8 белый слон · a7 чёрная пешка · e7 белая пешка · a6 чёрный ферзь · b5 белый конь · e5 белый конь · a4 белый слон · e2 белый король | e8 чёрный король · f8 белый слон · a7 чёрная пешка · e7 белая пешка · a6 чёрный ферзь · b5 белый конь · e5 белый конь · a4 белый слон · e2 белый король | 2 |
| 1 | e8 чёрный король · f8 белый слон · a7 чёрная пешка · e7 белая пешка · a6 чёрный ферзь · b5 белый конь · e5 белый конь · a4 белый слон · e2 белый король | e8 чёрный король · f8 белый слон · a7 чёрная пешка · e7 белая пешка · a6 чёрный ферзь · b5 белый конь · e5 белый конь · a4 белый слон · e2 белый король | e8 чёрный король · f8 белый слон · a7 чёрная пешка · e7 белая пешка · a6 чёрный ферзь · b5 белый конь · e5 белый конь · a4 белый слон · e2 белый король | e8 чёрный король · f8 белый слон · a7 чёрная пешка · e7 белая пешка · a6 чёрный ферзь · b5 белый конь · e5 белый конь · a4 белый слон · e2 белый король | e8 чёрный король · f8 белый слон · a7 чёрная пешка · e7 белая пешка · a6 чёрный ферзь · b5 белый конь · e5 белый конь · a4 белый слон · e2 белый король | e8 чёрный король · f8 белый слон · a7 чёрная пешка · e7 белая пешка · a6 чёрный ферзь · b5 белый конь · e5 белый конь · a4 белый слон · e2 белый король | e8 чёрный король · f8 белый слон · a7 чёрная пешка · e7 белая пешка · a6 чёрный ферзь · b5 белый конь · e5 белый конь · a4 белый слон · e2 белый король | e8 чёрный король · f8 белый слон · a7 чёрная пешка · e7 белая пешка · a6 чёрный ферзь · b5 белый конь · e5 белый конь · a4 белый слон · e2 белый король | 1 |
|   | a | b | c | d | e | f | g | h |   |

В начальной позиции всё готово (чёрные в цугцванге):

1...Ф~ 2.Kc7(d6)#.

Белые передают очередь хода с помощью типового маневра — королевского «треугольника»:

1.Kpe1! Фa5+ 2.Кpf1 Фа6 3.Кре2!

Возникла начальная позиция задачи, но с ходом чёрных.

3...Ф~ 4.Kc7(d6)#, 3...Ф:b5+ 4.C:b5#.

Классическая псевдодвухходовка.